# Francisco Viñas (maestro de capilla)
Francisco Viñas (Barcelona, 1698 - Calahorra, 11 de abril de 1784) fue un compositor y maestro de capilla español.

## Vida
Es poco lo que se sabe de la vida del maestro Viñas. De hecho, en 1983 un folleto de la Fundación Juan March afirmaba que «Francisco Viñas es uno de los muchos y buenos compositores españoles tan desconocidos, que ni siquiera su nombre figura en diccionario alguno.» Nació en Barcelona en 1698, tal como se documenta en las actas capitulares jacetanas en 1726, cuando «se concedió licencia al maestro de capilla para ir a Barcelona su patria». Es muy probable que se formara musicalmente en aquella ciudad. Se sabe que perteneció a la orden franciscana reformada de San Pedro de Alcántara.
Entre 1722 y 1731 fue maestro de capilla de la Catedral de Jaca. Tras el breve magisterio de Juan Francisco Sayas de	1717 a 1719, el cargo de maestro quedó vacante. No se organizaron oposiciones y, tras recibir un memorial de Viñas, el cabildo lo admitió de forma inmediata. Se le adjudicó un salario de 40 libras jaquesas y las correspondientes prebendas de pan.
Durante su magisterio en Jaca se presentó a los magisterios de cuatro catedrales. En 1727 para maestro de capilla de La Seo de Zaragoza. Allí se enfrentó en el examen con Joseph Lanuza, maestro de capilla de la Catedral de Huesca, y Manuel Martín. Ganaría Lanuza.

Leyose el dictamen de los cinco examinadores Musicos destinados por el Cavildo, para el examen de los puestos al Magisterio de Capilla del S.to Templo del Salbador, y resultando de el haber graduado conformes, los cinco en primer lugar, â D.n Joseph La Cura [Lanuza], y D.n Manuel Martin, y que el Maestro de Jaca [Francisco Viñas] tubo, para el primer lugar dos votos, como que los cinco vniformes declararon, por muy abiles a los demas opuestos, se dudô en el Cavildo, si todos los opuestos deberian ponerse a votos, ó, solos los primeros graduados en primer lugar, por votos conformes, y habiendose reﬂexionado se resolbio in voçe por la mayor parte, que solos los dos primeros, se pusieran a votos, por considerar esta Provision de Justicia segun todas las circunstancias, y habiendose votado en esta forma, quedò electo para el Magisterio D.n Joseph Lanuza.
Actas capitulares de la Catedral de Zaragoza, 8 de julio de 1726

En 1729 se presentó a la maestría de la Catedral de El Burgo de Osma, vacante tras el fallecimiento de Mateo Villavieja, que se realizó por elección directa, sin oposición. Viña fue rechazado por el cabildo, consiguiendo el cargo Adrián González Gámiz.
Finalmente ganó las oposiciones a la maestría de la Catedral de Calahorra el 19 de noviembre de 1731. Seis días después se lee su renuncia en las actas capitulares jacetanas:

[...] Leyo el S. Dean un memorial de despedida de D.n Fran. Viñas M.o de Capilla, en que por averle elegido en Cab. de la S.ta Ig.a Cathl de Calahorra, para la Prevenda y Magisterio de aquella Ig.a da al Cab.o las gracias de las muchas honras que le ha dispensado y pide perdón de las faltas que hubiere incurrido, y suplica un testimonio de los servicios que ha hecho a la Ig.a y entrega ciento treinta y nueve obras suyas de Missas, Psalmos y varios villancicos Latino y Castellanos, Lamentaciones [...]
Actas capitulares de la Catedral de Jaca, 25 de noviembre de 1731

Permanecería en el cargo en Calahorra hasta su jubilación en 1771, aunque continuó de forma interina otros seis años. La causa fue una disputa ocasionada por las oposiciones que se organizaron para sustituirlo, de la que Viñas formó parte del tribunal. A estas oposiciones se presentaron José Gargallo y Diego Pérez Camino, maestro de capilla de la Catedral de Santo Domingo de la Calzada. A pesar de que Gargallo había conseguido mayor puntuación en el examen —«porque havía excedido a los demás en el trabajo de las obras, buen gusto de la composición y estilo moderno, que oy se usa»—, el cabildo se decidió por Pérez Camino. Gagallo presentó una queja ante el Tribunal Metropolitano.

Por Don Josef Gargallo, natural de la villa de Cantavieja, diócesis de Zaragoza, clérigo de prima tonsura, y al presente maestro de capilla de la Santa Iglesia de León. Con Don Diego Pérez Camino, también tonsurado, natural de la ciudad de Burgos, y maestro de capilla de la Santa Iglesia de Lacalzada. Sobre el magisterio de capilla de la Santa Iglesia de la ciudad de Calahorra, y media ración afecta a él.
Documentación del pleito

Gargallo consiguió el magisterio de la Catedral de León en 1776, por lo que el pleito debió resolverse poco después, ocupando Pérez Camino el cargo en la metropolitana calagurritana el 8 de agosto de 1777. Viñas pudo jubilarse definitivamente en 1777.
Falleció en Calahorra el 11 de abril de 1784.

## Obra
Se conservan de Viñas en la Catedral de Jaca por lo menos 90 composiciones firmadas o atribuidas, 47 en latín y 43 en lengua romance, incluyendo el español y el aragonés. En lengua vernácula se cuentan veinte y ocho villancicos, cinco cantadas, un cuatro, dos dúos y seis coplas. Entre las composiciones en latín, nueve misas, dos antífonas, cuatro lamentaciones, trece salmos, dos lecciones, cinco magnificat, ocho versículos, tres secuencias, cuatro motetes y un invitatorio.
Destacan sobre todo los villancicos en aragonés, por su rareza. Los textos fueron recogidos posteriormente por el canónigo archivero de la Catedral, Juan Francisco Aznárez, que posteriormente los adaptaría en la década de 1950 para los danzantes de Jaca. Los villancicos se refieren sobre todo a Santa Orosia, patrona de Jaca, a la que se refieren en forma diálogo. A menudo los jacetanos o montañeses que hablan lo hacen en aragonés. En Qué hacéis montañeses nobles hay un diálogo entre el emir musulmán, que pretende casarse con Orosia, y un jacetano:

Qué hacéis, montañeses nobles,

que no venís a estorbar

la infamia que Muza

intenta hacer en esta ciudad.

[...]

– Busco una reyna

que aquí en Jaca está

y vengo a casarme

sin más reparar.

[...]

– ¡Bétene, Muza!

¡bétene, can!

¡béte al infierno!

¡béte a quemar!

- No quiero, no,

que a Orosia me he de llevar.

- No te cal que escatiñar,

que de Chaca no saldrá.

¡Bétene de aquesta tierra

e no me faygas fablar!
Qué hacéis montañeses nobles